# レッコ (ジェノヴァ県)
レッコ(イタリア語: Recco)は、イタリア共和国リグーリア州ジェノヴァ県にある、人口約10,000人の基礎自治体（コムーネ）。
地理的表示保護(it)に認定されている地名である。名物はストラッキーノやモッツァレラ、ゴルゴンゾーラなどのチーズが入ったフォカッチャ・ディ・レッコであり、1955年から5月の最終日曜日にこのフォカッチャが無料で振舞われる祭りが催される。

## 地理

### 位置・広がり

#### 隣接コムーネ
隣接するコムーネは以下の通り。
- アヴェーニョ
- カモーリ
- ラパッロ
- ソーリ

### 地震分類
イタリアの地震リスク階級 (it) では、3 に分類される
。

## 行政

### 分離集落
レッコには、以下の分離集落（フラツィオーネ）がある。
- Ageno, Carbonara, Collodari, Corticella, Cotulo, Faveto, Liceto, Megli, Mulinetti, Polanesi, San Rocco, Verzemma

## 姉妹都市
- ポンテ・ディ・レーニョ、イタリア